# 황인용의 생방송 아침이 좋다
황인용의 생방송 아침이 좋다는 매주 평일 오전 8시 10분에 문화방송으로 방송되는 텔레비전 프로그램이다.
IMF 경제위기 여파로 인하여 종영하였고, 1998년 1월부터 2000년 5월까지 후속작은 드라마 걸작선으로 방송하였다.

## 기획 의도
유익한 전달력을 통해 정보와 이슈를 전하는 텔레비전 프로그램이다.

## 방송 일정
| 방송 채널 | 방송 기간                           | 방송 시간                     | 방송 분량  |
| --------- | ----------------------------------- | ----------------------------- | ---------- |
| MBC TV    | 1997년 3월 3일 ~ 1997년 5월 23일    | 매주 평일 오전 7시 50분 ~ 9시 | 1시간 10분 |
| MBC TV    | 1997년 5월 26일 ~ 1997년 10월 17일  | 매주 평일 오전 8시 ~ 9시      | 1시간      |
| MBC TV    | 1997년 10월 20일 ~ 1997년 12월 31일 | 매주 평일 오전 8시 10분 ~ 9시 | 50분       |